# Arenobius sontus
Arenobius sontus är en mångfotingart som beskrevs av Chamberlin 1912. Arenobius sontus ingår i släktet Arenobius och familjen stenkrypare. Inga underarter finns listade i Catalogue of Life.